# Notocrambus holomelas
Notocrambus holomelas là một loài bướm đêm trong họ Crambidae.